# Jan Harold Brunvand

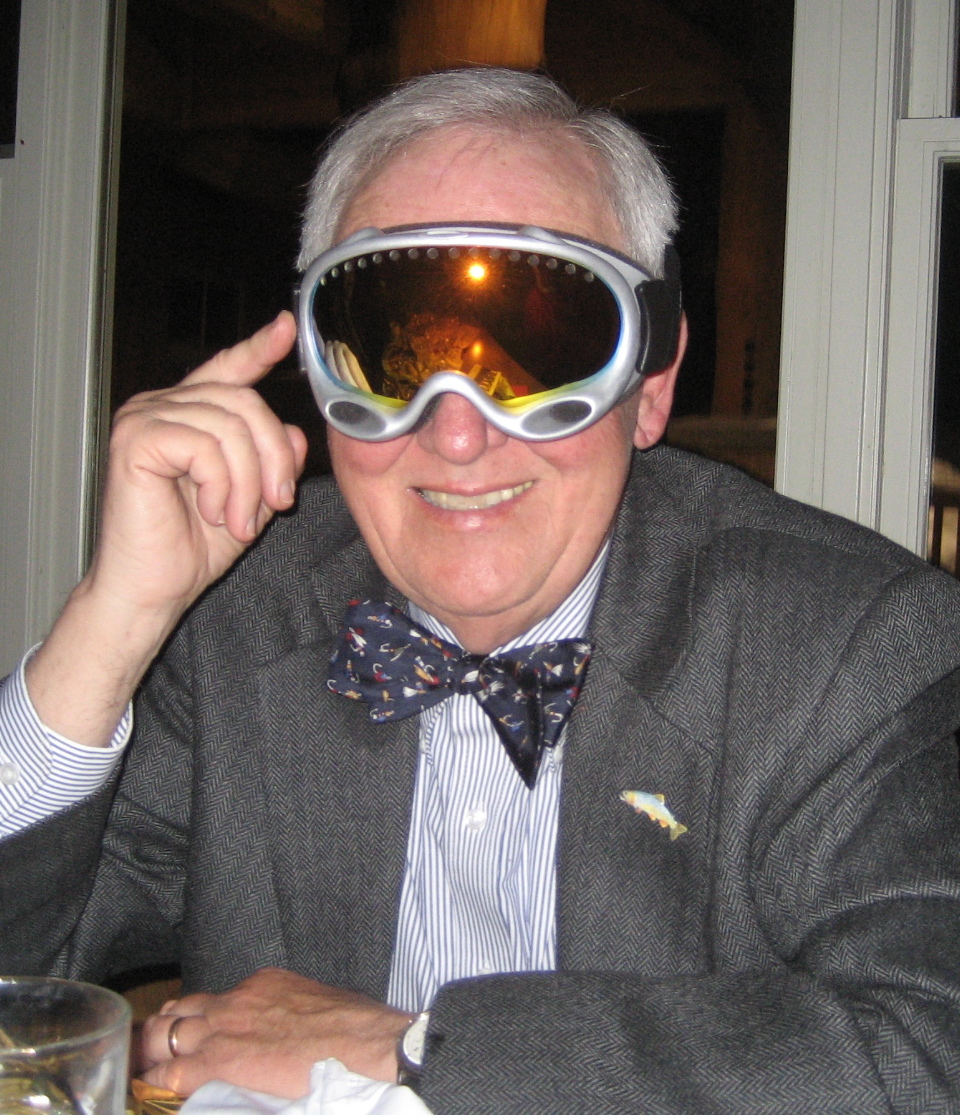
Jan Harold Brunvand

Jan Harold Brunvand, född 23 mars 1933 i Cadillac i Michigan, är en amerikansk folklivsforskare och professor emeritus sedan 1996 i engelska vid University of Utah i USA. Han har bidragit till att etablera begreppet urban legend, som i Sverige även är känt som klintbergare. 
Brunvand studerade vid Michigan State University där han tog bachelorexamen i journalistik 1955 och en masterexamen i engelska 1957. Han tog en doktorsexamen i folkloristik vid Indiana University 1961, med avhandlingen The Taming of the Shrew Tale (Aarne-Thompson Type 901) in Folklore and Literature. Brunvand undervisade därefter vid University of Idaho 1961-1965, vid Southern Illinois University 1965-1966 och från 1966 till sin pensionering 1996 vid University of Utah, där han var professor i engelska från 1971.
Brunvand är internationellt känd för sitt arbete med modern folklore. Tidigare hade folklivsforskare huvudsakligen intresserat sig för liknande berättelser i förindustriella samhällen. Brunvand är inte den första som intresserat sig för modern urban folklore, men han populariserade ämnet i en serie storsäljande böcker från 1981. Hans bok The Vanishing Hitchhiker har gjort fenomenet känt långt utanför akademiska kretsar och inspirerat forskare i många länder att samla in och publicera historier på ett liknande sätt.